# Ловен павилион
Ловният павилион е вид извънградска жилищна сграда, предназначена главно за използване по време на ловни излети. Ловните павилиони се появяват във Франция през Ренесанса, когато принцовете и едрите сеньори започват да строят специални сгради в своите гори. През следващите столетия те се разпространяват в цяла Западна Европа, особено в Германия, където са наричани ловни дворци (Jagdschloss).